# Linha Game Boy
Game Boy (ゲームボーイ, Gēmu Bōi) é uma linha de consoles de videogame portáteis desenvolvida pela Nintendo. É uma das linhas de videogames mais vendidas no mundo, com cerca de 200 milhões de unidades vendidas mundialmente.
O Game Boy original e o Game Boy Color venderam juntos 118.69 milhões de unidades. O Game Boy Advance em todas as versões combinaram 81.51 milhões de unidades vendidas.
O Game Boy é o terceiro console mais vendido, atrás apenas do PlayStation 2 e do Nintendo DS.

## Consoles
| Família              | Game Boy Advance | Game Boy Advance | Game Boy Advance | Game Boy Color | Game Boy | Game Boy | Game Boy |
| Nome                 | Game Boy Micro | Game Boy Advance SP | Game Boy Advance | Game Boy Color | Game Boy Light | Game Boy Pocket | Game Boy |
| Logo                 | | | | | | | |
| -------------------- | --- | --- | --- | --- | --- | --- | --- |
| Console              | | | | | | | |
| Em Produção          | Não | Não | Não | Não | Não | Não | Não |
| Geração              | Sexta geração | Sexta geração | Sexta geração | Quinta geração | Quarta geração | Quarta geração | Quarta geração |
| Lançamento           | - JP: 13 de setembro de 2005 - AN: 19 de setembro de 2005 - AU: 3 November 2005 - EU: 4 de novembro de 2005                                            | - JP: 14 de fevereiro de 2003 - AN: 23 de março de 2003 - PAL: 28 de março de 2003                                                                     | - JP: 21 de março de 2001 - AN: 11 de junho de 2001 - PAL: 22 de junho de 2001                                                                         | - JP: 21 de outubro de 1998 - AN: 18 de novembro de 1998 - PAL: 23 de novembro de 1998 - AU: 27 November 1998              | - JP: 14 de abril de 1998                                                                                                  | - JP: 21 de julho de 1996 - AN: 3 de setembro de 1996 - PAL: 1996                                                          | - JP: 21 de abril de 1989 - AN: agosto de 1989 - EU: 28 de setembro de 1990 - BR: abril de 1994                            |
| Preço de lançamento  | ¥12,000 US$99.99 €99.99 A$? | ¥12,500 US$99 €129.99 A$199.99 | ¥9,800 US$149.99 €109,99 A$? | ¥8,900 US$79.95 A$? | ¥6,800 | ¥6,800 US$59.95 A$? | ¥12,800 US$89.95 A$? |
| Unidades vendidas    | Worldwide: 81.51 million (as of December 31, 2013). | Worldwide: 81.51 million (as of December 31, 2013). | Worldwide: 81.51 million (as of December 31, 2013). | Worldwide: 118.69 million (as of December 31, 2013)                                                                        | Worldwide: 118.69 million (as of December 31, 2013)                                                                        | Worldwide: 118.69 million (as of December 31, 2013)                                                                        | Worldwide: 118.69 million (as of December 31, 2013)                                                                        |
| Jogo mais vendido    | Pokémon Ruby and Sapphire, 13 million combined (as of November 25, 2004)                                                                               | Pokémon Ruby and Sapphire, 13 million combined (as of November 25, 2004)                                                                               | Pokémon Ruby and Sapphire, 13 million combined (as of November 25, 2004)                                                                               | Pokémon Gold and Silver, 23 million combined                                                                               | Tetris, 30.26 million (pack-in/separately) Pokémon Red and Blue, 23.64 million approximately (as of January 18, 2009).     | Tetris, 30.26 million (pack-in/separately) Pokémon Red and Blue, 23.64 million approximately (as of January 18, 2009).     | Tetris, 30.26 million (pack-in/separately) Pokémon Red and Blue, 23.64 million approximately (as of January 18, 2009).     |
| Tela                 | 2 pol (51 mm) | 2,9 pol (74 mm) | 2,9 pol (74 mm) | 2,56 pol (65 mm) | 2,56 pol (65 mm) | 2,56 pol (65 mm) | 2,56 pol (65 mm) |
| Tela                 | 240 × 160 px | 240 × 160 px | 240 × 160 px | 160 × 144 px | 160 × 144 px | 160 × 144 px | 160 × 144 px |
| Tela                 | 511 simultaneous colors in character mode 32,768 simultaneous colors in bitmap mode                                                                    | 511 simultaneous colors in character mode 32,768 simultaneous colors in bitmap mode                                                                    | 511 simultaneous colors in character mode 32,768 simultaneous colors in bitmap mode                                                                    | 10, 32 or 56 simultaneous colors (from a 32,768 color palette)                                                             | 4 shades of "gray" (light to very dark olive green (2-bit))                                                                | 4 shades of "gray" (light to very dark olive green (2-bit))                                                                | 4 shades of "gray" (light to very dark olive green (2-bit))                                                                |
| Tela                 | Backlight - 5 brightness levels | Frontlight On/Off toggle (AGS-001) Backlight Bright/Normal toggle (AGS-101)                                                                            | No backlight | No backlight | Electro-Luminescent Backlight On/Off toggle                                                                                | No backlight | No backlight |
| Áudio                | 6 channels (two 8-bit "Direct Sound" PCM channels, plus the 4 channels from Game Boy)                                                                  | 6 channels (two 8-bit "Direct Sound" PCM channels, plus the 4 channels from Game Boy)                                                                  | 6 channels (two 8-bit "Direct Sound" PCM channels, plus the 4 channels from Game Boy)                                                                  | 4 channels (2 square wave channels, 1 PCM 4-bit wave sample channel, 1 noise channel and 1 audio input from the cartridge) | 4 channels (2 square wave channels, 1 PCM 4-bit wave sample channel, 1 noise channel and 1 audio input from the cartridge) | 4 channels (2 square wave channels, 1 PCM 4-bit wave sample channel, 1 noise channel and 1 audio input from the cartridge) | 4 channels (2 square wave channels, 1 PCM 4-bit wave sample channel, 1 noise channel and 1 audio input from the cartridge) |
| Áudio                | Single mono speaker | | | | | | |
| Áudio                | Stereo headphone jack (standard) | Stereo headphone jack (for headphones specifically designed for the GBA SP)                                                                            | Stereo headphone jack (standard) | Stereo headphone jack (standard)                                                                                           | Stereo headphone jack (standard)                                                                                           | Stereo headphone jack (standard)                                                                                           | Stereo headphone jack (standard)                                                                                           |
| Processador          | 16.8 MHz 32-bit ARM7TDMI 4 or 8 MHz 8-bit Z80 coprocessor for Game Boy and Game Boy Color emulation, and as a tone generator in Game Boy Advance games | 16.8 MHz 32-bit ARM7TDMI 4 or 8 MHz 8-bit Z80 coprocessor for Game Boy and Game Boy Color emulation, and as a tone generator in Game Boy Advance games | 16.8 MHz 32-bit ARM7TDMI 4 or 8 MHz 8-bit Z80 coprocessor for Game Boy and Game Boy Color emulation, and as a tone generator in Game Boy Advance games | 4 or 8 MHz 8-bit Zilog Z80                                                                                                 | 4.19 MHz 8-bit custom Sharp LR35902                                                                                        | 4.19 MHz 8-bit custom Sharp LR35902                                                                                        | 4.19 MHz 8-bit custom Sharp LR35902                                                                                        |
| Memória              | 256 kB WRAM (outside the CPU) 32 kB + 96 kB VRAM (internal to the CPU)                                                                                 | 256 kB WRAM (outside the CPU) 32 kB + 96 kB VRAM (internal to the CPU)                                                                                 | 256 kB WRAM (outside the CPU) 32 kB + 96 kB VRAM (internal to the CPU)                                                                                 | 32 kB RAM 16 kB VRAM | 8 kB S-RAM (can be extended up to 32 kB) 8 kB VRAM                                                                         | 8 kB S-RAM (can be extended up to 32 kB) 8 kB VRAM                                                                         | 8 kB S-RAM (can be extended up to 32 kB) 8 kB VRAM                                                                         |
| Mídia                | Game Boy Advance Game Cartridge (2-32 MB) | Game Boy Advance Game Cartridge (2-32 MB) Game Boy Color Game Cartridge Game Boy Game Cartridge (32 kB - 1 MB)                                         | Game Boy Advance Game Cartridge (2-32 MB) Game Boy Color Game Cartridge Game Boy Game Cartridge (32 kB - 1 MB)                                         | Game Boy Color Game Cartridge Game Boy Game Cartridge (32 kB - 1 MB)                                                       | Game Boy Game Cartridge (32 kB - 1 MB)                                                                                     | Game Boy Game Cartridge (32 kB - 1 MB)                                                                                     | Game Boy Game Cartridge (32 kB - 1 MB)                                                                                     |
| Controles            | - D-pad - A/B, L/R, and START/SELECT buttons | - D-pad - A/B, L/R, and START/SELECT buttons | - D-pad - A/B, L/R, and START/SELECT buttons | - D-pad - A/B and START/SELECT buttons                                                                                     | - D-pad - A/B and START/SELECT buttons                                                                                     | - D-pad - A/B and START/SELECT buttons                                                                                     | - D-pad - A/B and START/SELECT buttons                                                                                     |
| Bateria              | 460 mAh lithium-ion battery - 10 hours | 700 mAh lithium-ion battery - 18 hours (AGS-001 light off) - 10 hours (AGS-001 light on)                                                               | 2 AA batteries - 15 hours (dependent on the Game Pak being played and volume setting)                                                                  | 2 AA batteries - 30+ hours                                                                                                 | 2 AA batteries - 20 hours (light off) - 12 hours (light on)                                                                | 2 AAA batteries - 25 hours                                                                                                 | 4 AA batteries - 35 hours                                                                                                  |
| Conectividade        | Fourth generation link port | Third generation link port | Third generation link port | Second generation link port                                                                                                | Second generation link port                                                                                                | Second generation link port                                                                                                | First generation link port                                                                                                 |
| Conectividade        | — | — | — | Infrared port | — | — | — |
| Peso                 | 80 gramas (2,8 oz) | 142 gramas (5,0 oz) | 140 gramas (4,9 oz) | 138 gramas (4,9 oz) | 190 gramas (6,7 oz) | 150 gramas (5,3 oz) | 394 gramas (14 oz)[carece de fontes?]                                                                                      |
| Dimensões            | 101 mm (4,0 pol) W 50 mm (2,0 pol) H 17,2 mm (0,68 pol) D                                                                                              | 84 mm (3,3 pol) W 82 mm (3,2 pol) H 24 mm (0,94 pol) D                                                                                                 | 144 mm (5,7 pol) W 82 mm (3,2 pol) H 24,5 mm (0,96 pol) D                                                                                              | 75 mm (3,0 pol) W 133 mm (5,2 pol) H 27 mm (1,1 pol) D                                                                     | 80 mm (3,1 pol) W 135 mm (5,3 pol) DH 29 mm (1,1 pol) D                                                                    | 77,6 mm (3,06 pol) W 127,6 mm (5,02 pol) H 25,3 mm (1,00 pol) D                                                            | 90 mm (3,5 pol) W 148 mm (5,8 pol) H 32 mm (1,3 pol) D                                                                     |
| Bloqueio regional    | Não | Não | Não | Não | Não | Não | Não |
| Lista de jogos       | Lista de jogos para Game Boy Advance | Lista de jogos para Game Boy Advance | Lista de jogos para Game Boy Advance | Lista de jogos para Game Boy Color                                                                                         | Lista de jogos para Game Boy                                                                                               | Lista de jogos para Game Boy                                                                                               | Lista de jogos para Game Boy                                                                                               |
| Retrocompatibilidade | — | Game Boy Game Boy Color | Game Boy Game Boy Color | Game Boy | — | — | — |